# Willy Hahn (Architekt)
Willy Hahn (* 1. November 1887 in Krieschow; † 12. Juli 1930 in Freiburg im Breisgau) war ein deutscher Architekt, Stadtplaner und kommunaler Baubeamter.

## Leben
Hahn studierte Architektur an der Technischen Hochschule (Berlin-)Charlottenburg und an der Technischen Hochschule Dresden. Er arbeitete zunächst als angestellter Architekt, u. a. bei Albert Gessner, Hans Bernoulli und Heinrich Tessenow, sowie in den Stadtbauämtern in Berlin, Hamburg und Duisburg. 1919 promovierte er an der Technischen Hochschule Dresden mit der Dissertation Die Organisation des Siedelungswesens in den deutschen Städten zum Dr.-Ing.
1920 wurde er Stadtbaurat in Rüstringen als Nachfolger von Martin Wagner, ab 1922 bekleidete er dieselbe Position in Kiel. Hahn starb 1930 in Freiburg im Breisgau.
Zu Hahns wichtigsten Werken zählt der zusammen mit Leberecht Migge bearbeitete Grünflächen- und Siedlungsplan für Kiel von 1922, in dessen Zuge der Kieler Grüngürtel projektiert wurde. Nach Hahn ist der Stadtrat-Hahn-Park im Kieler Stadtteil Wellingdorf benannt.

## Bauten
- 1922: Siedlung Hammer, Kiel[2]
- 1924: Siechen- und Altersheim, Erweiterungsbau, Kronshagen[3]
- 1926: Siedlung Ellerbek bei Kiel[4]
- 1926: Wohnbebauung Ziegelteich 16–20 in Kiel[5]
- 1926: Hulbe-Haus[6]
- 1928–1929: Städtisches Altersheim Westring 288–306 in Kiel
- 1928–1929: Arbeitsamt am Wilhelmplatz in Kiel (zusammen mit Rudolf Schroeder)

## Schriften
- Vom Aufbau einer neuen Stadt. Ein Verwaltungsbericht des Hochbauwesens und der Kunstpflege der Stadt Rüstringen 1911–1919. Hamburg 1919. (OCLC 66722990)
- Der Ausbau eines Grüngürtels der Stadt Kiel. (im Auftrag des Magistrats hrsg. mit Leberecht Migge) Kiel 1922. (OCLC 39382503).
- Moderne Städtebaupolitik in Kiel. In: Schleswig-Holsteinisches Jahrbuch, Bd. 17 (1927), S. 188–198.
- Schleswig-Holstein. (= Deutschlands Städtebau) Dari-Verlag, Berlin 1928. (OCLC 460818599)